# VI. János pápa
VI. János (latinul: Ioannes), (?, Epheszosz – 705. január 11., Róma) nyerte el 85.-ként a pápaválasztó zsinat bizalmát, és ülhetett Szent Péter trónjára 701. október 30-án. Kicsivel több mint hároméves pontifikátusa alatt Itália békéje ismét veszélybe került. A pápa először a bizánci trónviszályokba keveredett bele, majd a lombard seregek is újabb területeket hódítottak meg. Ebben az időben Jánosnak minden diplomáciai érzékére szüksége volt. Pontifikátusa alatt az angol egyház ügyeivel is többször foglalkozott.

## Élete
Görög származású szerzetes volt. Életéről egyéb forrás nem áll rendelkezésünkre egészen felszenteléséig. 701. október 30-án szentelték fel Jánost Róma püspökének.Ebben az időben Konstantinápoly császári trónjáért vad harcok dúltak az egész birodalomban. Amikor II. Jusztinianoszt elűzték trónjáról a pápaságról bizony nagy teher esett le, hiszen a császár a trulloi zsinat elfogadását követelte Rómától. Azonban a féktelen harcok sem könnyítették meg a római pápák uralmát. János pontifikátusa alatt Itália exarchája, egyben a császárság kamarása Theophülaktosz a pápa támogatásával akarta megszerezni a trónt, amelyet akkoriban III. Tiberius néven Apszimarosz bitorolt. János a felfordulásban a törvényes uralkodó mellé állt, és a megbuktatott II. Justinianust támogatta. Ezért az exarcha seregei Szicíliából Róma felé vették az irányt, hogy így jobb belátásra bírják a pápát. Azonban a város környéki alakulatok és a római nép a város falai előtt gyülekezve megvédte Jánost Theophilaktosztól. A forrongó hangulatot a pápa csitította le, mert félt a felesleges vérontástól, majd fogadta az exarchát.
Itáliában hamar elterjedt a hír, hogy a sereg és annak feje, az exarcha között feszült a kapcsolat. Ezen felbuzdulva Gisulf, beneventói lombard herceg seregei élén ismét támadásba lendült, hogy elfoglalja Róma közvetlen környékét. A régen áhított területek városait nem védte senki, így a lombardok hamarosan a Via Appia ötödik mérföldkövéig nyomultak előre. Mivel a világi hatalom ereje a trónharcokban volt lekötve, János követeket küldött Gisulf táborába, ahol némi váltságdíjért cserébe a lombardok visszavonultak régi határaik mögé. A barbárok tombolása ismét sok dolgot hagyott az egyházra. Árvák, szegények, nincstelenek, betegek maradtak utánuk, akiket az egyházfő igyekezett minél jobban ellátni. Miután a Róma köré gyűlt seregek megegyeztek Theophilaktosszal, az exarcha eredmény nélkül elhagyta Rómát. 704-ben végül sikerült újra trónra juttatni II. Jusztinianoszt, ezzel elültek egy időre a trónbirtoklás körüli viszályok.
704-ben Rómába zsinatot hívott össze, amelynek legfőbb témája az immár harmadszor elűzött Szent Wilfrid yorki érsek ügyének megvitatása volt. János hosszas vizsgálódás után úgy látta, hogy az érsek eltávolítása jogtalan volt. Ezen felül Wilfrid megkérte a pápát, hogy erősítse meg elődjei határozatait is. Miután ezen kérését is teljesítette a pápa, Wilfrid visszatért Angliába. János I. Æthelred merciai királynak is küldött levelet, amelyben az egyház védelmét és rendjét óvó államot kért.
705. január 11-én halt meg. Sírját a Szent Péter-bazilika őrzi.

## Művei
- Documenta Catholica Omnia (latin nyelven). (Hozzáférés: 2011. december 6.)